# Gülnar Haýytbaýewa
Gülnar Alymbaýewna Haýytbaýewa (ur. 24 marca 1985) – turkmeńska judoczka i sambistka. Olimpijka z Londynu 2012, gdzie zajęła siedemnaste miejsce w wadze półśredniej.
Uczestniczka mistrzostw świata w 2010, 2011, 2014 i 2015. Startowała w Pucharze Świata w 2010, 2012 i 2013. Siódma na igrzyskach azjatyckich w 2010, a także na mistrzostwach Azji w 2012 i 2015. Wicemistrzyni świata w sambo w 2012 roku.

## Letnie Igrzyska Olimpijskie 2012
| Konkurencja | Eliminacje              | Klas. końcowa |
| Konkurencja | Przeciwnik I            | Miejsce       |
| ----------- | ----------------------- | ------------- |
| 63 kg       | Ramilə Yusubova (AZE) P | 17.           |